# Godihipperga, Bhalki
Godihipperga là một làng thuộc tehsil Bhalki, huyện Bidar, bang Karnataka, Ấn Độ.